# Louis Armstrong

Fotó: Herman Hiller

Louis Daniel Armstrong (becenevén Satchmo; New Orleans, Louisiana, 1901. augusztus 4. – New York, New York, 1971. július 6.) Grammy-díjas amerikai dzsessztrombitás, énekes, zenekarvezető, a dzsessztörténet egyik legnagyobb és legismertebb alakja. Miles Davis mondta róla: „Nem tudsz olyat játszani a modern trombitán, ami ne tőle származna, főleg a modern vackokat figyelembe véve. Nem emlékszem, hogy valaha is rosszul játszott volna. Soha.”
Nemcsak dzsesszmuzsikus volt, hanem szórakoztatóművész is, és a dzsessz elterjedése, valamint a fekete bőrű muzsikusok elfogadása nagy mértékben köszönhető munkásságának. A francia írású Louis nevet gyakran 'lui'-nak ejtik, de Louis Armstrong önmagát 'luisz'-ként mutatja be a Hello, Dolly! című filmben („Hello, Dolly, this is Louis, Dolly”).

## Élete
Louis Daniel Armstrong néven 1901. augusztus 4-én született New Orleansban. Szülővárosa szegénynegyedében nőtt fel édesanyjával és húgával. Hagyományos értelemben vett iskolába keveset járt, az utcán nevelkedett, és hamar megtanulta, hogyan kell elképzeléseit érvényesítve pénzhez jutni. Gyerekként egy kisegyüttessel énekelt, majd a színes bőrű gyerekek javítóintézetébe került egy 1912-es „balhéja” miatt. Az intézetben tanult meg kornettezni és ütőhangszereken játszani, s itt az akkoriban dzsessznek nevezett muzsikától eltérő zenei hagyományt tapasztalt meg: a díszítések és a személyes előadásmód volt az, amit az intézet utáni időszakban többletként tudott hozzátenni az akkori New Orleans-i dzsesszmuzsikához.
A csodagyerekre először King Oliver figyelt fel, aki 1917-ben meghívta zenekarába. Kingtől sokat tanult, s neki köszönhette azt is, hogy New Orleanson kívülre is eljutott. Amikor King Chicagóba ment, Armstrongot Edward „Kid” Ory gondjaira bízta. Satchmo ezt követően Ory Brownskin Babies nevű együttesében játszott, s csillaga folyamatosan emelkedett. 1920-tól egy Mississippin közlekedő gőzhajón zenélt Fate Marable zenekarában. Amikor Oliver 1923-ban Chicagóba hívta, azonnal átköltözött, és duettjük hatalmas sikereket ért el. Ebben az évben készült el Armstrong első hangfelvétele is. Amikor Armstrong megismerkedett Lillian Hardin zongoristanővel, majd feleségül vette őt, vége szakadt az Oliverrel való együttműködésnek. 1924-ben New Yorkba költöztek, és Armstrong Fletcher Hendersonnal kezdett játszani. Játéka frissítően hatott a Henderson-zenekarra, és elismerésnek is örvendett, de 1925-ben, elsősorban felesége kívánságát teljesítve – aki arra ösztökélte, hogy alakítsa meg saját zenekarát – visszatért Chicagóba. Ez a zenekar a Hot Five, majd a Hot Seven lett, amely a legjobb bluesénekesnőket kísérte: Bessie Smitht, Clara Smitht és Trixie Smitht. Armstrong rövid ideig klubtulajdonos volt közösen Earl Hinesszal és Zutty Singletonnal, valamint Carroll Dickerson és Erskine Tate zenekarával. Az évtized végére már az egész országban keresett lett, fontos felvételeket készített New Yorkban, Chicagóban, Washingtonban és Los Angelesben, New Orleansba azonban soha többé nem tért vissza.
Az 1930-as években a kornettet trombitára cserélte. Gyakran koncertezett zenekarával és egyedül is mint más zenekarok kísérője, például Chick Webb együttesével és Les Hite-tal, amelynek Lionel Hampton volt a dobosa. 1932-ben és 1933-ban Európában turnézott, és tomboló sikert aratott. 1935-ben a Luis Russell-zenekar frontembere volt. 1938-ban elvált Lil Hardintól, majd Alpha Smitht vette feleségül, 1942-ben pedig újranősült: Lucille Wilson lett a neje. A szvingkorszak idején Armstrong elismertsége csökkent, zenéje nem volt már olyan divatos, de a sikerorientált, kompromisszumot nem ismerő Joe Glaser, Armstrong menedzsere mindent megtett a művész újbóli felemelkedéséért. Válogatott muzsikusokkal a New York-i Town Hallba szervezett neki fellépést, s ez a koncert igen jól sikerült. Az együttest Louis Armstrong And His All Starsnak nevezték el, mellyel Armstrong számos világkörüli turnén vett részt – és a tagcserék ellenére – ez az együttes maradt hátra lévő éveiben az együttese. Zenekarának tagjai közt volt Jack Teagarden, Barney Bigard, Earl Hines, Sid Catlett, majd James „Trummy” Young, Edmond Hall, Joe Murányi, William Osborne „Billy” Kyle és Cozy Cole. Néhány évig velük játszott Arvell Shaw és Velma Middleton énekesnő is.
Az idő múlásával Louis Armstrong arcizmai már lazultak, ezért nem tudta azt produkálni hangszerével, mint korábban, így egyre inkább áttért az éneklésre, hiszen abban is kivételesen tehetséges volt. Egyedi előadásmódjában számtalan dal vált slágerré, köztük a Do You Know What It Means To Miss New Orleans és a What a Wonderful World, mely 1968-ban a brit slágerlista élére került. Meg kell említeni, hogy ő volt az egyik első és legnagyobb scattelő is, azaz szöveg nélkül fantáziaszótagok artikulálásával énekelt. Miután világhírű és mindenhol ünnepelt sztár lett, az 1960-as években egyesek a szemére vetették, hogy nem harcolt elég aktívan a feketék jogaiért, noha ismertségének köszönhetően megtehette volna. Ez azonban igaztalan vád volt, hiszen egyrészt Armstrong ekkor már a hatvanas éveiben járt, másrészt indirekt módon nagyon is sokat köszönhettek neki fekete bőrű embertársai. 70. születésnapja előtt egy hónappal, 1971. július 6-án New York-i otthonában, álmában érte a halál.
Kevés kivételtől eltekintve minden őt követő trombitás az ő nyomdokaiban haladt és halad, s így vagy úgy, de az utókor minden dzsesszmuzsikusa köszönhet neki valamit.
Még soha senki sem játszott olyat azon a kürtön, amit Satchmo már rég le ne játszott volna.

## Emlékezete
Emlékét New Orleans ban a Louis Armstrong New Orleans nemzetközi repülőtér őrzi.

## Ajánlott irodalom
- Louis Armstrong, Ma vie, ma Nouvelle-Orléans, Paris, 1952
- Louis Armstrong, My Life in New Orleans, Da Capo Press, 1954
- Louis Armstrong, Swing That Music, Da Capo Press, 1936
- Hughes Panassie, Louis Armstrong, Da Capo Press, 1971
- Max Jones & John Clinton, Louis, Da Capo Press, 1971
- Laurence Bergreen, Louis Armstrong: An Extravagant Life, Broadway Books, 1997
- Robert Goffin: Armstrong, a dzsessz királya; ford. Görög Lívia; Gondolat, Bp., 1974